# Centre aquatique olympique

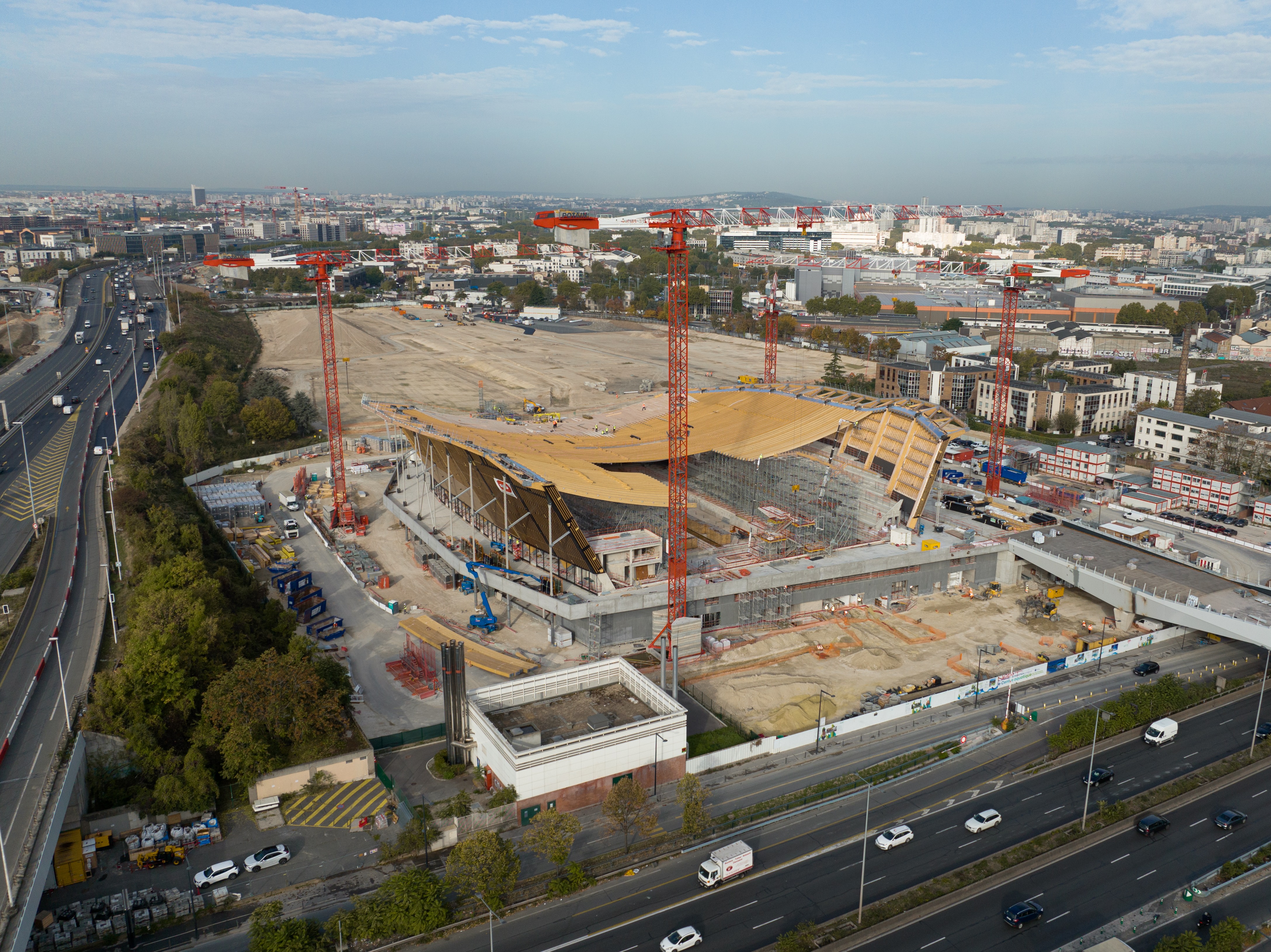
CAO in aanbouw (oktober 2022)

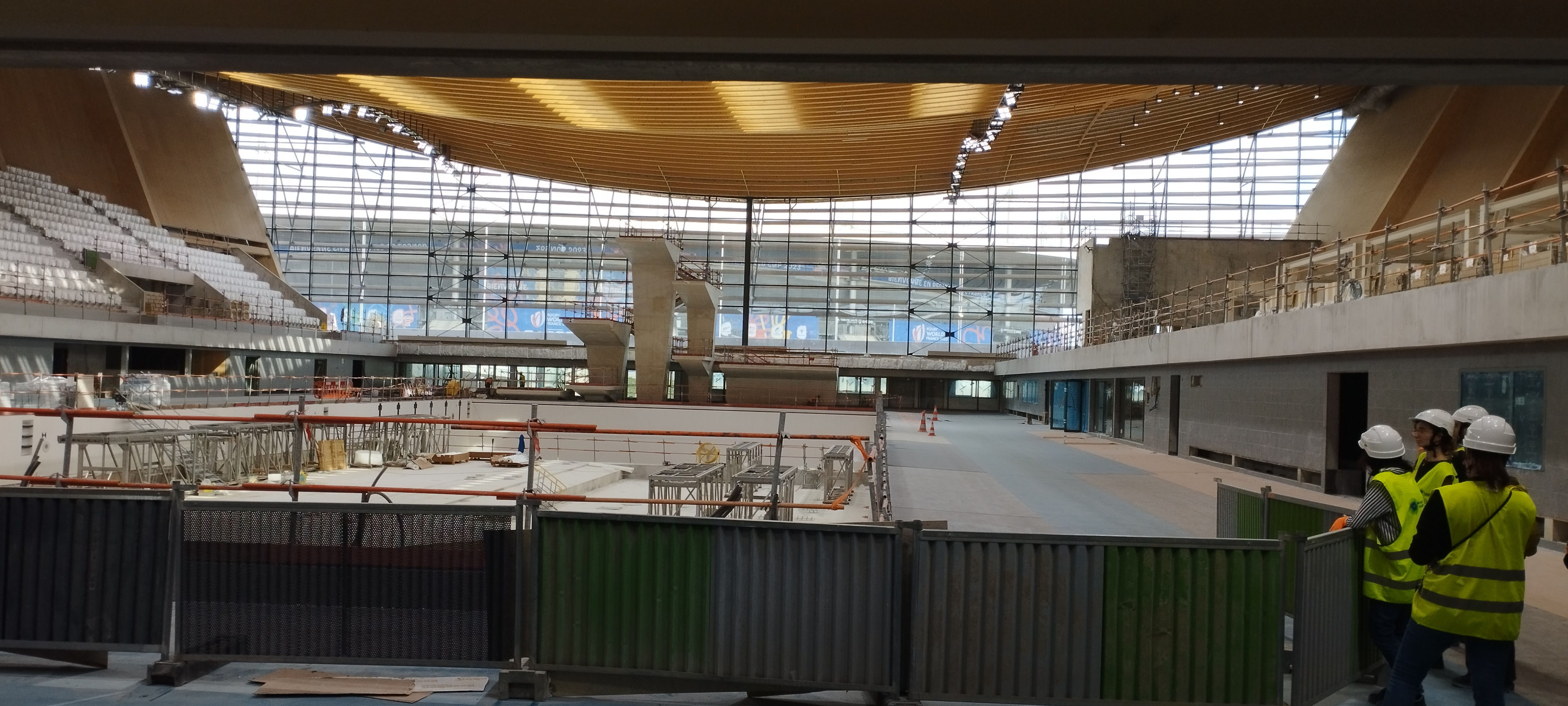
Werken aan de zwemkom (september 2023)

Het Centre aquatique olympique (CAO) is een zwembad dat gebouwd werd voor en gebruikt wordt bij de Olympische Zomerspelen in Parijs. Het is gelegen in de gemeente Saint-Denis in de gemengde ontwikkelingszone ZAC Plaine Saulnier, tegenover het Stade de France, waarmee het is verbonden door een voetgangersbrug over de snelweg A1.
Bij de Olympische Zomerspelen 2024 gaan er een deel van de competities van het zwemmen (schoonspringen en artistiek zwemmen) en de wedstrijden van de groepsfase van de waterpolo competitie door. Andere watersportcompetities gaan door in de Paris La Défense Arena en in de Seine bij de Pont Alexandre-III. Na de Olympische Spelen is het zwembad ook de infrastructuur voor het zwemmen op de Paralympische Zomerspelen.
Na de kandidatuur van Parijs voor de Olympische Zomerspelen van 2024 werd in juni 2016 door het organisatiecomité gekozen om het Olympisch watersportcentrum in Saint-Denis op te richten op het terrein dat toen werd ingenomen door het onderzoekscentrum van Engie. In 2019 verliet Engie de site waar het sinds 1977 actief was en werden er grote saneringswerken uitgevoerd.
Het werd gebouwd onder het projectmanagement van de Métropole du Grand Paris. De ceremonie van de eerste spadesteek ging door op 15 november 2021 in aanwezigheid van premier Jean Castex. Het zwembad met olympische afmetingen, een duikbad van 22,20 m x 25 m en 6.000 tribuneplaatsen is gebouwd naar plannen van de architectenbureaus Ateliers 2/3/4/ en het Nederlandse VenhoevenCS architecture+urbanism conform de regelgeving van de Fédération Internationale de Natation en de IOC-specificaties voor organisatie van de Olympische en Paralympische Spelen voor duik-, waterpolo- en artistieke zwemwedstrijden. De werkzaamheden aan het Centre aquatique olympique, inclusief de aangrenzende voetgangersbrug hadden een geraamde kostprijs van 174,7 miljoen euro. Gegeven dat Parijs voor de Olympische Spelen zo veel mogelijk bestaande infrastructuur gebruikte, was dit zwemcomplex de belangrijkste investering in sportinfrastructuur. Het zwembad werd ingehuldigd op 4 april 2024 in aanwezigheid van president Emmanuel Macron.
Het dak van het watercentrum wordt ondersteund door 91 spanten van 90 meter lang (elk gevormd door drie spanten van 30 meter), 21 cm breed, 55,2 cm hoog om met een overspanning van 90 meter het grootste concave houten raamwerk ter wereld te vormen. Het economisch thermisch ontwerp van het concaaf dak (gemaakt van Europees FSC-gecertificeerd hout) vermindert het te verwarmen volume met 30 %. De bouw met 1.200 ton biogebaseerde materialen en het dak met 5.000 m² fotovoltaïsche panelen zorgen er voor dat 90 % van de verbruikte energie wordt geproduceerd of teruggewonnen. Het meubilair in de restaurants, bars en ingangen werd gemaakt van hout dat op de bouwplaats is teruggewonnen, terwijl de tribunes werden gebouwd van gerecycled plastic dat is ingezameld bij de scholen van Saint-Denis, met tribunestoelen die volledig zijn gemaakt van plastic doppen. De CAO werd uitgerust met een regenwaterrecuperatiesysteem dat recuperatie van grijs en regenwater toelaat.
In augustus 2022 werd een voetgangersbrug over de snelweg A1 geïnstalleerd, die het voorplein van het Stade de France en de sector ZAC Plaine Saulnier waar het zwembad zich bevindt met elkaar verbindt. De voetgangersbrug is een staalconstructie van 950 ton, 100 meter lang en 18 meter breed, geplaatst op steunpunten aan weerszijden van de snelweg. Na de Spelen wordt de breedte teruggebracht tot 12 meter.
Het bouwwerk werd bekroond met Le Grand Prix du Grand Paris 2023, de Grand Prix BIM d’Or en de Technical Achievement - Construction Bois 2024 Regional competition.
Na de Spelen zal het Olympisch Aquatisch Centrum in de ZAC Plaine Saulnier heringericht worden en vanaf de publieksopening in juli 2025 bestaan uit een ontvangsthal, ruimtes voor zwemmers, een hal bestaande uit het zwembad van 50 m x 25 m, d.w.z. 10 waterbanen, het duikbad van 26 m x 25 m en tribunes met 2.500 zitplaatsen (de bijkomende 3.500 zitplaatsen tijdens de Olympische en Paralympische Spelen werden uitgevoerd als verwijderbare tribunes). Het zwembad zal dienen voor schoolzwemmen, sport- en vrijetijdszwemmen en duiken, begeleide activiteiten en gratis zwemoefeningen. Het zwemcomplex zal ook de Europese kampioenschappen zwemmen van 2026 hosten.

## Openbaar vervoer
Het centre aquatique olympique is bereikbaar via de volgende openbaar vervoersmodi:
- Metrolijn 13, metrostations Saint-Denis - Porte de Paris of Carrefour Pleyel
- Metrolijn 14, metrostation Saint-Denis Pleyel
- RER-lijn B, station La Plaine - Stade de France
- RER-lijn D, station Stade de France - Saint-Denis
- Tram T8 via de halte aan het metrostation Saint-Denis - Porte de Paris

1984:  Uytengsu Aquatics Center · 
1988:  Jamsil Indoor Swimming Pool · 
1992:  Piscines Bernat Picornell · 
1996:  Georgia Tech Aquatic Center · 
2000:  Sydney International Aquatic Centre · 
2004:  Athens Olympic Aquatic Centre · 
2008:  Beijing National Aquatics Center · 
2012:  London Aquatics Centre · 
2016:  Parque Aquático Maria Lenk · 
2020:  Tokyo Aquatics Centre · 
2024:  Centre aquatique olympique